# 에리크 (1382년)
포메라니아의 에리크(덴마크어: Erik af Pommern 에리크 아프 포메른[*], 노르웨이어: Erik av Pommern 에리크 아브 포메른[*], 스웨덴어: Erik av Pommern 에리크 아브 포메른[*], 1382년 - 1459년 9월 24일)는 칼마르 연합으로 즉위한 덴마크-노르웨이-스웨덴의 공동 군주이다. 덴마크의 국왕 에리크 7세(덴마크어: Erik VII, 재위: 1396년 ~ 1439년), 노르웨이의 국왕 에리크 3세(노르웨이어: Eirik III, 재위: 1389년 ~ 1442년), 스웨덴의 국왕 에리크 13세(스웨덴어: Erik XIII, 재위: 1396년 ~ 1439년)에 해당한다.
포메라니아의 지배를 받고 있던 뤼겐발데(Rügenwalde, 현재의 폴란드 다르워보(Darłowo))에서 바르치스와프 7세(Warcisław VII) 공작과 메클렌부르크의 마리아 공작부인의 아들 에릭(폴란드어: Eryk)으로 태어나 모친 마리아의 이모이자 에리크의 외이종조모인 덴마크의 마르그레테 1세 여왕의 양자가 되었다. 에리크의 외외증조부는 발데마르 4세이며 외할머니가 잉에보르 애 단마르크 왕녀(Ingeborg af Danmark)이기에 마르그레테의 뒤를 이어 왕위를 잇기에 자격이 충분했다. 에리크는 마르그레테 1세 여왕의 지원으로 1397년 덴마크, 노르웨이, 스웨덴 세 왕국의 공동 군주가 되었다. 그렇지만 그 후 1412년까지는 마르그레테가 실질적인 통치자였다.
에리크는 독일에서의 영향력 강화에 힘쓰고 세 왕국으로부터 많은 세금을 걷었다. 결국 1434년에는 스웨덴에서 엥엘브렉트 엥엘브렉트손이 주도한 광부들의 무장 봉기가 일어났다. 에리크는 세 왕국에서 차례대로 폐위되었고 포메라니아로 돌아가 여생을 보냈다. 이후 세 왕국의 왕위는 조카 크리스토프 폰 팔츠노이마르크트 백작이 대신하게 되었다.

## 가계도
|                |                |                |                |                |                |                |                |                                |                         |                         |                         |                         |                         |  |  |                                   |                                   |                                   |                                   | 발데마르 4세                      |                                   |  |  |                |                |                |                |                |                |  |  |  |  |  |  |  |  |  |  |
|                |                |                |                |                |                |                |                |                                |                         |                         |                         |                         |                         |  |  |                                   |                                   |                                   |                                   |                                   |                                   |  |  |                |                |                |                |                |                |  |  |  |  |  |  |  |  |  |  |
|                |                |                |                |                |                |                |                |                                |                         |                         |                         |                         |                         |  |  |                                   |                                   |                                   |                                   |                                   |                                   |  |  |                |                |                |                |                |                |  |  |  |  |  |  |  |  |  |  |
|                |                |                |                |                |                | 보기스와프 5세 | 보기스와프 5세 | 보기스와프 5세                 | 보기스와프 5세          | 보기스와프 5세          | 보기스와프 5세          |                         |                         |  |  | 잉에보르 애 단마르크 왕녀         | 잉에보르 애 단마르크 왕녀         | 잉에보르 애 단마르크 왕녀         | 잉에보르 애 단마르크 왕녀         | 잉에보르 애 단마르크 왕녀         | 잉에보르 애 단마르크 왕녀         |  |  | 마르그레테 1세 | 마르그레테 1세 | 마르그레테 1세 | 마르그레테 1세 | 마르그레테 1세 | 마르그레테 1세 |  |  |  |  |  |  |  |  |  |  |
|                |                |                |                |                |                | 보기스와프 5세 | 보기스와프 5세 | 보기스와프 5세                 | 보기스와프 5세          | 보기스와프 5세          | 보기스와프 5세          |                         |                         |  |  | 잉에보르 애 단마르크 왕녀         | 잉에보르 애 단마르크 왕녀         | 잉에보르 애 단마르크 왕녀         | 잉에보르 애 단마르크 왕녀         | 잉에보르 애 단마르크 왕녀         | 잉에보르 애 단마르크 왕녀         |  |  | 마르그레테 1세 | 마르그레테 1세 | 마르그레테 1세 | 마르그레테 1세 | 마르그레테 1세 | 마르그레테 1세 |  |  |  |  |  |  |  |  |  |  |
|                |                |                |                |                |                |                |                |                                |                         |                         |                         |                         |                         |  |  |                                   |                                   |                                   |                                   |                                   |                                   |  |  |                |                |                |                |                |                |  |  |  |  |  |  |  |  |  |  |
| 보기스와프 8세 | 보기스와프 8세 | 보기스와프 8세 | 보기스와프 8세 | 보기스와프 8세 | 보기스와프 8세 |                |                | 바르치스와프 7세               | 바르치스와프 7세        | 바르치스와프 7세        | 바르치스와프 7세        | 바르치스와프 7세        | 바르치스와프 7세        |  |  | 마리아 추 메클렌부르크슈베린 공녀 | 마리아 추 메클렌부르크슈베린 공녀 | 마리아 추 메클렌부르크슈베린 공녀 | 마리아 추 메클렌부르크슈베린 공녀 | 마리아 추 메클렌부르크슈베린 공녀 | 마리아 추 메클렌부르크슈베린 공녀 |  |  |                |                |                |                |                |                |  |  |  |  |  |  |  |  |  |  |
| 보기스와프 8세 | 보기스와프 8세 | 보기스와프 8세 | 보기스와프 8세 | 보기스와프 8세 | 보기스와프 8세 |                |                | 바르치스와프 7세               | 바르치스와프 7세        | 바르치스와프 7세        | 바르치스와프 7세        | 바르치스와프 7세        | 바르치스와프 7세        |  |  | 마리아 추 메클렌부르크슈베린 공녀 | 마리아 추 메클렌부르크슈베린 공녀 | 마리아 추 메클렌부르크슈베린 공녀 | 마리아 추 메클렌부르크슈베린 공녀 | 마리아 추 메클렌부르크슈베린 공녀 | 마리아 추 메클렌부르크슈베린 공녀 |  |  |                |                |                |                |                |                |  |  |  |  |  |  |  |  |  |  |
|                |                |                |                |                |                |                |                |                                |                         |                         |                         |                         |                         |  |  |                                   |                                   |                                   |                                   |                                   |                                   |  |  |                |                |                |                |                |                |  |  |  |  |  |  |  |  |  |  |
|                |                |                |                |                |                |                |                |                                |                         |                         |                         |                         |                         |  |  |                                   |                                   |                                   |                                   |                                   |                                   |  |  |                |                |                |                |                |                |  |  |  |  |  |  |  |  |  |  |
| 보기스와프 9세 | 보기스와프 9세 | 보기스와프 9세 | 보기스와프 9세 | 보기스와프 9세 | 보기스와프 9세 |                |                | 포메라니아의 카타르지나        | 포메라니아의 카타르지나 | 포메라니아의 카타르지나 | 포메라니아의 카타르지나 | 포메라니아의 카타르지나 | 포메라니아의 카타르지나 |  |  | 포메라니아의 에리크               | 포메라니아의 에리크               | 포메라니아의 에리크               | 포메라니아의 에리크               | 포메라니아의 에리크               | 포메라니아의 에리크               |  |  |                |                |                |                |                |                |  |  |  |  |  |  |  |  |  |  |
| 보기스와프 9세 | 보기스와프 9세 | 보기스와프 9세 | 보기스와프 9세 | 보기스와프 9세 | 보기스와프 9세 |                |                | 포메라니아의 카타르지나        | 포메라니아의 카타르지나 | 포메라니아의 카타르지나 | 포메라니아의 카타르지나 | 포메라니아의 카타르지나 | 포메라니아의 카타르지나 |  |  | 포메라니아의 에리크               | 포메라니아의 에리크               | 포메라니아의 에리크               | 포메라니아의 에리크               | 포메라니아의 에리크               | 포메라니아의 에리크               |  |  |                |                |                |                |                |                |  |  |  |  |  |  |  |  |  |  |
|                |                |                |                |                |                |                |                | 크리스토페르 3세 (덴마크 국왕) |                         |                         |                         |                         |                         |  |  |                                   |                                   |                                   |                                   |                                   |                                   |  |  |                |                |                |                |                |                |  |  |  |  |  |  |  |  |  |  |